# Soproni vár

## A vár története

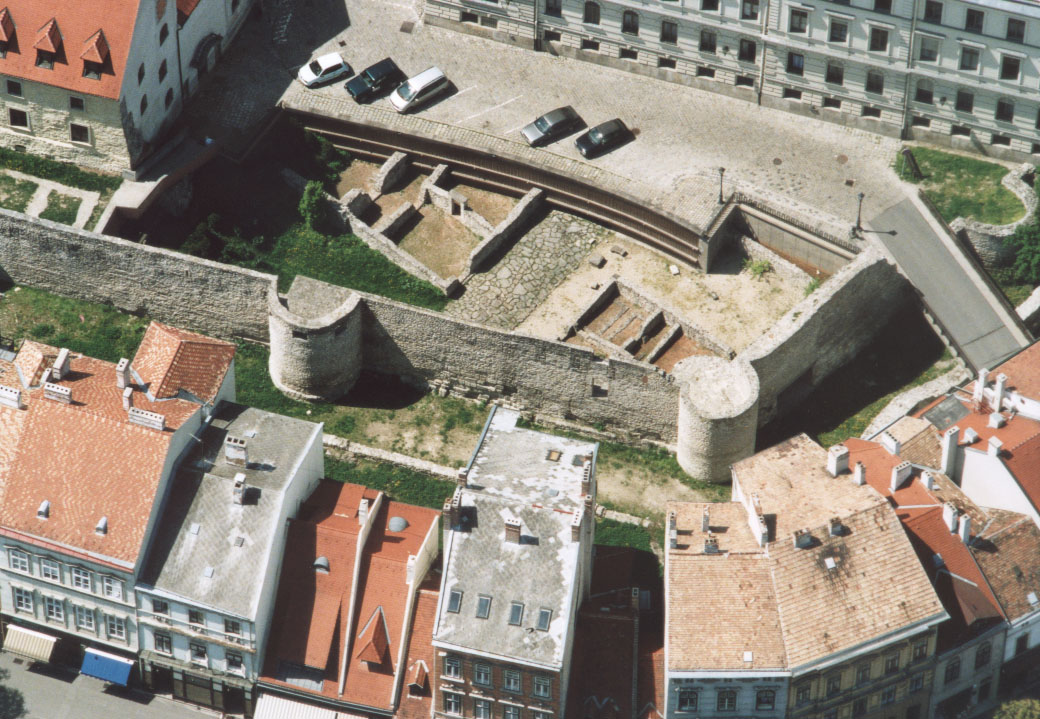
Sopron vára

Sopron hazánk északnyugati csücskében található. Az Alpokalja térségében már a Római Birodalom idejében is virágzó település létezett, a borral, étolajjal és borostyánkővel kereskedő lakosság által megalapított Scarbantia városa.
A régészeti feltárások nyomán napvilágra kerültek a hatalmas faragott kövekből emelt, félköríves tornyokkal tagolt ovális alakú városi védőművek alapfalai. 450-körül Attila hun fejedelem hadjáratában romba dőlt a rómaiak városa, melynek maradványaira települt meg a Kárpát-medencében új hazát találó magyar lakosság. Az István király által létrehozott központosított államhatalom alapját jelentő vármegyei ispánságok egyikét, a római alapfalakra épített facölöpökből gerendás szerkezetű és földdel kitöltött ispánsági vár jelentette. A feltárások arra utalnak, hogy a 11. század elején viharos erejű támadás során égett le ez a sáncvár, így akár köthető III. Henrik német-római császár 1044-es hadjáratához is, amikor megdöntötte Aba Sámuel magyar király uralmát.
A későbbi helyreállítások során már erős kőfalat emeltek a „vörös sánc” tetejére, ami jelentős akadályt képezett a nyugatról támadó ellenséggel szemben. Az Árpád-házi királyok uralkodásának további évszázadaiban is jelentős határvárnak számított, de biztonságos falai között a lakosság fejlett polgári településen tudott élni. II. Harcias Frigyes osztrák herceg, kihasználva, hogy a magyarok királya vereséget szenvedett Muhi mezején, fegyvereseivel elfoglalta Sopron határvárát. Csak a következő esztendőben sikerült annyi katonaságot összegyűjteni IV. Béla királynak, hogy a bitorolt területeket visszavegye. A jórészt német ajkú polgárság a középkorban teljesen kiépítette a háromszoros városfalakat, melyekbe csak két jól őrzött kaputornyon keresztül lehetett bejutni.
Az 1526-os mohácsi csata után ez a vidék rövidesen Habsburg Ferdinánd fennhatósága alá került. Bocskai István felkelő hajdúi 1605-ben sikertelenül ostromolták, de Bethlen Gábor erdélyi fejedelem előtt megnyitották a városkapukat 1619-ben. Az utolsó katonai események a kuruc szabadságharc időszakában játszódtak körülötte, de az erős védőművei mögött védekező császári helyőrséggel Vak Bottyán kuruc generális katonái sem bírtak 1705 végén.
A 18. században megkezdték a katonai jelentőségüket vesztett városfalak és bástyák lebontását, maradékait az 1960-as években restaurálták. Megtalálhatjuk a falakat a polgárházak között, belső udvarok mélyén hangulatos, múltidéző sétánk alkalmával.

### A soproni várfal és a hozzá kapcsolódó múzeumnegyed felújítása a Nemzeti Várprogram keretében
A várfal és a hozzá kapcsolódó múzeumnegyed "A soproni Várfalhoz kapcsolódó Múzeumnegyed és a Romkert turisztikai célú fejlesztése" program keretében 1.5 milliárd forint európai uniós (GINOP-7.1.1-15-2016-00016) forrásból újul meg.
A projekt célja:
- A Fabricius-ház, a Tábornokház valamint a Storno-ház épületeinek összekapcsolása, egy múzeumi egység létrehozása.
- Függőkert rehabilitálása és megnyitása, a kerten keresztül az összeköttetés megteremtése a három ház, valamint a Tűztorony között.
- Főbejárat kialakítása a Tábornokházon keresztül.
- A Tábornokház udvarának lefedése, továbbá központi fogadótér.
- A Tábornokház udvarában akadálymentes lift építése, mindhárom épület akadálymentesítése.
- A látogatói kiszolgáló funkciók, valamint a látogatói útvonalak infokommunikációs eszközökkel történő kijelölése.
- A Tábornokház belső udvarának, kert felőli szárnyának, valamint csigalépcsőjének és lakótornyának, valamint a Fabricius-ház lovagtermének kortárs módon történő megújítása.
- A meglévő kiállítóterek felújítása, új kiállítóterek létrehozása.
- Az épületek egyes termeiben funkcióváltás megvalósítása, új funkciók kialakítása.
- A Várfalsétány, valamint a Romkert turisztikai fejlesztése, továbbá a Romkert melletti várfalszakasz felújítása.[1]